# Smaragdina militaris
Smaragdina militaris är en skalbaggsart som först beskrevs av J. L. Leconte 1858.  Smaragdina militaris ingår i släktet Smaragdina och familjen bladbaggar.

## Underarter
Arten delas in i följande underarter:
- S. m. militaris
- S. m. arizonica